# Venera
 Ovo je glavno značenje pojma Venera. Za druga značenja pogledajte Venera (razdvojba).
Venera je drugi planet po udaljenosti od Sunca, bez satelita, nešto manji od Zemlje (promjer 12 104 kilometara). Na nebu je najsjajniji planet i pokazuje Venerine mijene. Od Sunca se najviše udalji 47° pa se vidi ili uvečer kao Večernja zvijezda ili ujutro kao Jutarnja zvijezda, odnosno Danica. Os vrtnje gotovo je okomita na ravninu staze. Okreće se retrogradno (smjer dnevnoga prividnog gibanja Sunca suprotan je onomu na Zemlji) i najsporije od svih planeta; siderički period vrtnje traje 243,0 dana i dulji je od godine, koja traje 224,7 dana, dok Sunčev dan na Veneri traje 116,7 dana, što je sumjerljivo s njezinom sinodičkom godinom (zvjezdana godina) od 583,9 dana.
Golom oku, Venera izgleda kao blještava bijela lopta s vizualno gotovo potpuno homogenom atmosferom.
Venerinu atmosferu otkrio je Mihail Vasiljevič Lomonosov 1761. prilikom njezina tranzita (Venerin prijelaz), kada je pri dodiru Sunčeva kruga ugledao prosvijetljenu atmosferu. Teleskopskim motrenjima nije se na Veneri, zbog guste atmosfere, moglo vidjeti tlo. Većina spoznaja o Veneri postignuta je s pomoću svemirskih letjelica, pa tako i točna vrijednost njezine mase (0,815 Zemljine mase). Prva se na njezino tlo spustila 1970. sovjetska letjelica Venera 7. Američka letjelica Magellan od 1990. do 1992. iz orbite je snimila Venerin reljef s pomoću radara.
Venerina atmosfera 50 je puta gušća od Zemljine, sadrži 96,5% ugljikova dioksida i 3,5% dušika; manjinski su sastojci ugljikov monoksid, argon, voda, sumporov dioksid, kisik, klorovodik, fluorovodik. Tlak pri tlu iznosi 90 · 105 Pa, a temperatura 733 K (460 °C), što je posljedica stakleničkog učinka. Bez tog učinka, zbog velikoga faktora odraza (albeda) atmosfere (0,65), temperatura bi na površini bila oko –20 °C, iako je Suncu bliže nego Zemlja. Sloj oblaka od kapljica razrijeđene sumporne kiseline nalazi se na visini od 50 do 65 kilometara i neproziran je; oblaci naglo nestaju s donje strane, gdje temperatura dostiže vrijednost pri kojoj se kapljice isparavaju. Tlak i temperatura Venerine atmosfere tek na visini od približno 50 kilometara podudaraju se s uvjetima na površini Zemlje. Brzina je vjetra na tlu oko 1 m/s. Na vrhu oblaka brzina je vjetra do 300 km/h, pa oblačni sloj obiđe planet za približno 4 do 5 dana.
Venerin reljef sastoji se pretežno od blagih nizina, iz kojih se do visine od 3 do 4 kilometara uzdižu visoravni kontinentskih razmjera i mnogi vulkani, zasigurno ugasli. Velik je broj vulkana plitkih kratera. Posebni vulkanski oblici svojstveni Veneri krune su i arahnoidi, vulkani isprepleteni finom mrežom pukotina. Krune su brda s urušenim središtem i dubokim kružnim opkopom, promjera do 2500 kilometara. Eruptivnim stijenama pokriveno je 85% površine. Tokovi lave pružaju se stotinama i tisućama kilometara. Venera ima oko 800 udarnih kratera, u pravilu većih od 3 kilometra. Najveći je Meade, promjera 240 kilometara. Istaknute su visoravni Afroditina zemlja i Astartina zemlja, te vulkanski masivi Područje Alfa i Beta (lat. Alpha Regio i Beta Regio). Najviši je vrh u Maxwellovu gorju (lat. Maxwell Montes), s 10,8 kilometara visine nad srednjom razinom. Topografija se uglavnom služi ženskim imenima. Glavne sastojke tla, određene rendgenskim i gama spektrometrima, čini bazalt i granit. Mineralni sastav tla nije poznat. Erozija je vrlo izražena: gravitacijska erozija (urušavanje), kemijska (utjecaj jetkih sastavnica atmosfere), toplinska, eolska, te erozija geološkim procesima. Unutrašnjost Venere vjerojatno je slična Zemljinoj, s tom razlikom što nema tektonike ploča ni magnetskog polja. Venera je treće tijelo po sjajnosti na nebu, poslije Sunca i Mjeseca.
Venera je dobila ime prema Veneri, rimskoj božici ljepote. Stari Grci su je zvali Afrodita, te Eosphorus za jutarnju pojavu i Hesperus za večernju. U našim krajevima poznata je i pod imenom zvijezda Danica ili jutarnja zvijezda, jer je vidljiva prije izlaska Sunca na istočnom nebu i odmah nakon zalaska Sunca na zapadnom nebu, a kad je u najsjajnijoj mijeni može se vidjeti i preko dana.

## Fizička svojstva

### Atmosfera
Atmosfera Venere sastoji se najvećim dijelom od ugljikovog dioksida (96%) i dušika (3%). Ostalih 1% čine sumporov dioksid, vodena para, ugljikov monoksid, argon, helij, neon, ugljikov sulfid, klorovodik i fluorovodik. Blizu površine, ugljikov dioksid nalazi se u posebnom agregatnom stanju superkritičnog fluida. Oblaci se sastoje od aerosola sumporne kiseline koja na nižim visinama isparava, podiže se uzlaznim strujanjima i na nižoj temperaturi opet ukapljuje, te pada u obliku virge. Slobodnih molekula vode ima u tragovima zbog higroskopnosti sumporne kiseline. Ako je vode nekada bilo, njene molekule su se u višim slojevima atmosfere pod djelovanjem Sunčeve svjetlosti rastavljale na sastavne dijelove, a vodik se oslobađao u svemir. 
Homosfera se diže do 150 km. Miješanje atmosfere podržavano je danju grijanjem odozdo, a noću hlađenjem odozgo. Najviši dijelovi atmosfere sastoje se gotovo isključivo od vodika; vodikov ovoj zapažen je oko planeta do visine od 20.000 km. 
Atmosferski tlak na površini Venere iznosi 9,32 MPa, što je nešto više od 90 puta veći tlak od onog na površini Zemlje. Velika količina ugljikovog dioksida stvara staklenički učinak, zbog čega temperatura na površini dostiže i 500 °C, što je 400 °C više od očekivanog. Srednja vrijednost temperature na površini iznosi 464 °C. Tako je površina Venere toplija od površine Merkura, iako je u usporedbi s njim udaljena od Sunca otprilike dvostruko i prima četiri puta manje svjetlosti. Zahvaljujući učinku staklenika, Venerina atmosfera je velik toplinski spremnik. Gibanje atmosfere veoma učinkovito smanjuje temperaturne razlike nastale na jednakim razinama. Blizu tla, ekvatorska područja imaju svega nekoliko stupnjeva višu temperaturu nago polarna područja. U oblacima, razlike temperatura dostižu desetak stupnjeva. Dnevne promjene temperature iznose dvadesetak stupnjeva. Najvišu temperaturu ima točka bliža večernjoj sumračnici, a najnižu točka na noćnoj strani bliža jutarnjoj sumračnici. Godišnjih razlika, zbog malog priklona osi i gotovo kružne staze, uopće nema.
Venera se među planetima Zemljine skupine (terestrički planeti) odlikuje gustom i prostranom atmosferom. Sjajnije zvijezde gube se iz vida u vodoravnom promatranju na visini od 120 km. Ionosfera se prostire od 100 do 200 km. Niže od 100 km temperatura raste jednoliko, za nekih 8 - 10 °C/km, i pri tlu dostiže 480 °C. Tlak se pri tlu penje na velikih 9 MPa (na Zemlji oko 0,1 MPa). U takvim se fizičkim uvjetima život ne može održavati. Meteorološki uvjeti slični uvjetima na Zemlji, s temperaturom oko 0 °C i tlakom 0,1 MPa, vladaju na visinama od 50 km. Oblaci se prostiru od 50 do 65 km. Od 65 do 70 km uočava se sloj sumaglice. Gornji sloj oblaka dobro odbija ultraljubičasto zračenje ("ultraljubičasti oblaci"). Jedan se oblačni sloj prostire naniže do 15 km. Zbog izvanredne debljine i jednolikosti oblačnog vela, sa Zemlje se ne može ukazati pogled na Venerino tlo. Oblačni je sloj sredstvo sredstvo slično smogu na Zemlji, a nije sastavljen od pojedinih oblaka. Zato i govorimo o sloju. Unutar njega vidljivost seže do 3 km. Vrh oblačnog sloja odražava tri četvrtine upadne Sunčeve svjetlosti, a preostala se svjetlost mnogostruko raspršuje te do tla pristiže vrlo oslabljena, svega par postotaka. Intenzitet svjetla na površini tijekom sredine dana slična je onoj na Zemlji tijekom poptuno oblačnog dana, a boja je žuto-narančasta zbog Rayleighovog raspršenja i još nepoznate kemijske tvari koja apsorbira plavu komponentu svjetla. Pošto je gustoća 50 puta veća nego u našoj atmosferi, ili samo 15 puta manja nego što je voda, put svjetlosti primjetno se lomi. Stojeći na Venerinoj površini, činilo bi nam se da se uvijek nalazimo u kupastom udubljenju s uokolo podignutim obzorom. 
Pošto nema razlikovanja mora i kopna kao u nas, zagrijavanje ovisi jedino o položaju na kugli relativno prema Suncu. Ekvatorski se krajevi zagrijavaju jače od polarnih, dnevni od noćnih, a najjače se zagrijava subsolarna točka. Cjelokupno kruženje odvija se spiralno od ekvatorskih krajeva prema polovima s uzdizanjem atmosferske mase u ekvatorskom pojasu i spuštanjem u području polova, da bi se od pola prema ekvatoru mase nastavile gibati uz tlo. Brzina vjetra raste s visinom od 100 do 150 m/s na vrhu oblaka, a smjer gibanja podudara se sa smjerom vrtnje planeta. Jedna mala komponenta brzine usmjerena je meridionalno.

### Reljef
Srednji nivo Venere, a time i njegov polumjer od 6 051,4 km, određen je velikim nizinama koje zauzimaju gotovo 2/3 površine. Nizine se blago talasaju, s visinskim razlikama od 1 km. Ispod srednjeg nivoa, ne dublje od 3 km, leži 1/6 površine planeta. Preostala četvrtina površine leži iznad srednje razine. Prava brda dižu se samo na jednoj desetini površine. Zemljopisne pojave dobile su prvenstveno imena božica i heroina. Najveća su dva planinska masiva kontinentalnih razmjera, Zemlja Ištar (lat. Ishtar Terra) i Zemlja Afrodite (lat. Aphrodite Terra). Zemlja Afrodite velika je kao pola Afrike, a Zemlja Ištar nešto je manja, kao Australija. Dio Zemlje Ištar zauzima Visoran Lakšmi (lat. Lakshmi Planum), 3.3 km iznad srednje razine, a 2 km nad neposrednom okolinom. Visoravan je nalik Tibetu, a dva je puta veća. Na jugu je odrezana strminom. U Zemlji Ištar nalazi se najviši vrh planeta, a pripada Gorju Maxwella (lat. Maxwell Montes); izdiže se 10,8 km nad srednjom razinom. Zemlja Afrodita sastoji se od dva masiva. Smještena u ekvatorskom području, u smjeru istok - zapad, prostire se u dužini od 10 000 km. Njeni najviši vrhovi su 9 km. Zapadno od Zemlje nalaze se pukotine duboke 2 km, a duge na stotine kilometara. 
Manja planinska područja nazvana su regijama. Među njima, Beta Regio je nalik štitastim (havajskim) vulkanima, a Alfa Regio je nalik starijoj, razrušenoj prstenastoj planini. Beta Regio pruža se u smjeru sjever - jug u dužini od 2 000 km. U blizini su se spustile svemirske letjelice Venera 9 i Venera 10, našavši tla sa svojstvima granita i bazalta. Sjeverni vrh zove se Theia Mons, a južni Rhea Mons; gore su visoke 4 km. Alfa Regio leži oko 1.8 km iznad Venerinih nizina. U reljefu Venere nema znakova globalnih gibanja kore. Kora na Veneri mora da je deblja nego na Zemlji. Površina sadrži dosta udarnih meteorskih kratera s promjerom većim od 75 km. Veliki krateri s promjerom od 400 do 600 km i s centralnim uzvišenjima duboki su samo od 200 do 700 m. Njihova pojava svjedoči o velikoj starosti površine. Neke velike kružne dubodoline nalikuju Mjesečevim morima. Manjak dubokih kratera i glatkoća reljefa svjedoče o učinkovitosti globalne erozije: erozija gravitacijom (urušavanjem), eolska erozija (erozija vjetrom), toplinska i kemijska, a možda i geološka. Dublji krateri nalaze se jedino u brdskim područjima, ali oni nisu veći od 160 km, što se oboje dade protumačiti time da su planinski masivi geološki relativno mladi. Manjak malih kratera svjedoči da je Veneru dobro štitila njezina gusta atmosfera, od davnih vremena. 
Zbog guste atmosfere većina meteorita jako uspore pad ili potpuno izgore, zbog čega na površini nema kratera manjih od 3 km u promjeru. Vrlo malen broj kratera i površina pokrivena bazaltom (oko 90% površine) dokaz su čestih izlijevanja lave. Snimci sa svemirske letjelice Magellan otkrivaju velik broj manjih vulkana (oko 100 000), te stotinjak velikih.

### Svojstva unutrašnjosti planeta
Pretpostavlja se da je građa Venera slična Zemlji. Željezna jezgra zauzima središte planeta i promjera je oko 3 000 km. Iznad jezgre nalazi se otopljeni kameni omotač koji zauzima većinu volumena planeta. Prema novijim podacima dobivenim sa svemirske letjelice Magellan, Venerina kora je deblja i čvršća nego što se ranije pretpostavljalo. Smatra se da Venera nema pokretne tektonske ploče poput Zemlje, nego da naprezanja u omotaču u pravilnim razmacima izbacuju  lavu na površinu. Zbog toga je većina površine nastala nedavno (prije nekoliko stotina milijuna godina), dok su najstariji dijelovi stari oko 800 milijuna godina. Novija istraživanja pokazuju da je Venera vulkanski aktivna u izoliranim područjima.

### Magnetosfera
Venera nema magnetsko polje, vjerojatno zbog spore rotacije, nedovoljne da bi rastaljeno željezo u jezgri planeta proizvelo odgovarajući učinak. Budući da nema magnetskog polja, Sunčev vjetar djeluje izravno na gornje slojeve Venerine atmosfere. Smatra se da je Venera imala velike količine vode poput Zemlje, ali se vodena para pod utjecajem Sunčevog vjetra fotolizirala na vodik i kisik. Dok se kisik vezao s drugim atomima u spojeve, vodik je, zbog male molekularne mase, lako napustio atmosferu. Pronađeni udjel vodikovog izotopa deuterija podupire ovu teoriju (ima veću masu i teže napušta atmosferu).

### Putanja ili orbita
Putanja Venere je gotovo kružna s ekscentricitetom manjim od 0,007. Druga osobitost je u sprezi gibanja Venere i Zemlje. Sinodička godina (tropska godina) Venere Sg sumjerljiva je s njezinim Sunčevim danom (sinodički dan): Sg = 5∙Sd. To znači da će svake donje (ili svake gornje) konjukcije Venera pokazivati Suncu jednu stranu, a Zemlji onu drugu. No pokazuje se da Venera prilikom svake konjukcije, i donje i gornje, pokazuje Zemlji uvijek istu stranu. Da bi se dobio točniji uvid u mehanizam tog složenog gibanja, određuje se uvjetno "Zemljin dan" Venere Zd. To bi bio period između dva uzastopna prolaza Zemlje odabranim meridijanom na Veneri, kada bi Venera stajala umjesto Sunca, a Zemlja obilazila oko nje. Zato što se Venera vrti oko svoje osi suprotno od okretanja Zemlje oko Sunca (revolucije), kutna brzina prividnog prolaska Zemlje Venerinim meridijanom zbroj je kutne brzine Zemljine revolucije (ω = 2∙π/A) i sideričke kutne brzine Venerine vrtnje (ωd= 2∙π/Pd):
{\displaystyle \omega _{Z}=\omega _{A}+\omega _{d}}
{\displaystyle \,{\frac {1}{Z_{d}}}\,=\,{\frac {1}{A}}\,+\,{\frac {1}{P_{d}}}\,}
Izlazi da je Zd = 146 dana. Međutim, Venera nije na mjestu Sunca već se giba, pa se putanjom giba i njena os vrtnje. Stoga određeni meridijan na Veneri ne mora svakih 146 dana pokazivati u smjeru Zemlje; pokazivat će samo ako se Venera vidi sa Zemlje u smjeru sa Suncem, a to se događa u trenucima konjukcija. I zaista, vremensko razdoblje od polovice ili cijele Venerine sinodičke godine, cijeli je umnožak "Zemljinog dana": Sg = 4∙Zd. Venera i Zemlja nađu se na istom pravcu sa Suncem svakih 2∙Zd (u donjoj i gornjoj konjukciji).
Razlog sinkronizacije gibanja je u međusobnom plimnom djelovanju Zemlje i Venere. Zemlja izaziva plime na Veneri i mijenja joj brzinu vrtnje sve do trenutka sinkronizacije, kada plima gubi kočeći učinak, odnosno kada je učinak kočenja vrtnje najmanji. Tom pojavom tumači se neobično dug siderički period vrtnje Venere. Ulazeći u najveću blizinu ili daljinu od Zemlje, Venera u istom taktu okreće Zemlji i svoje lice; Venerina vrtnja je sinkronizirana sa Zemljinom putanjom oko Sunca.

### Vrtnja ili rotacija
Venera se sporo retrogradno vrti, to jest okreće se u smjeru od istoka prema zapadu, za razliku od većine ostalih planeta (retrogradnu rotaciju ima još Uran). To znači da je smjer vrtnje (rotacije) suprotan smjeru okretanja oko Sunca (revolucija). Nije sasvim siguran razlog ove pojave, a pretpostavlja se da je uzrok sudar s većim tijelom (moguće asteroidom) u vrijeme stvaranja planeta. Osim ove pojave, periodi rotacije Venere i njenog kretanja oko Sunca sinkronizirani su tako da je Venera uvijek okrenuta prema Zemlji istom stranom u vrijeme kada su dva planeta najbliži jedan drugome. To je rezultat djelovanja plimnih sila među planetima.

#### Zvjezdano i Sunčevo vrijeme
Dužina Sunčeva dana (sinodički dan) nalazi se pomoću donjeg izraza (Nikola Kopernik), s time što je u slučaju Venere za zvjezdani dan (siderički dan) potrebno uvrstiti negativnu vrijednost.
{\displaystyle \,{\frac {1}{S_{d}}}\,=\,{\frac {1}{P_{d}}}\,-\,{\frac {1}{P_{g}}}\,}
gdje je: Sd - sinodički dan unutarnjeg planeta; Pd - siderički dan unutarnjeg planeta; Pg - sinodička godina unutarnjeg planeta.
Tada za Sunčev dan Venere izlazi - 116,8 dana, a smisao dobivenog negativnog predznaka je u tome što je smjer dnevnog gibanja Sunca na Venerinu obzoru suprotan smjeru na Zemlji. Kada bi promatrač na Veneri gledao u smjeru juga, vidio bi kako Sunce izlazi na desnoj strani obzora (koja je na Zemlji zapad), a zalazi na lijevoj strani obzora (koje je nama istok). Dan na Veneri je oko 2 puta kraći od njezine godine. 

#### Venerin prijelaz
Venerin prijelaz ili Venerin tranzit je prijelaz Venere ispred Sunca i zakrivanje dijela njegova kruga. Ne događa se svaki put kad se Venera nađe između Zemlje i Sunca jer se ravnine gibanja Venere i Zemlje oko Sunca razlikuju za 3.4°, pa je Venera najčešće iznad ili ispod Sunčeva diska. Pojavljuje se 4 puta u 243 godine i obično traje po nekoliko sati (prijelaz 2012. trajao je 6 sati i 40 minuta): između prve i druge pojave razmak je 8 godina (s nekoliko dana razlike) između druge i treće pojave razmak je 105,5 godina, između treće i četvrte opet 8 godina, a do novoga ciklusa treba čekati 121,5 godina. 
Vrijeme Venerinog prijelaza 1631. predvidio je Johannes Kepler; njegove je proračune usavršio Jeremiah Horrocks, koji je prijelaz motrio 1639. metodom projekcije, što i danas prakticiraju amateri. Prijelazi nisu potpuno vidljivi s cijele Zemlje, tj. prijelaz Venere ne mogu vidjeti promatrači iz onih dijelova Zemlje na kojima je u vrijeme prijelaza noć. Venerin je prijelaz kroz povijest bio popraćen velikom mobilizacijom znanstvenika i opreme i organiziranjem ekspedicija i međunarodnih suradnji kako bi se promatrao iz različitih dijelova svijeta. Ruđer Bošković je za britanski Royal Society sudjelovao u organiziranju dviju takvih ekspedicija (Istanbul 1761. i Kalifornija 1769.). Venerini prijelazi poslužili su za određivanje Sunčeve paralakse, odnosno udaljenosti Zemlje od Sunca (prema metodi Edmonda Halleyja), zatim za procjenu Venerina promjera, a pri prijelazu 1761. Mihail Vasiljevič Lomonosov zapazio je Venerinu atmosferu.
Prije prvih preciznih kronometara, Venerin prijelaz promatrao se i radi određivanja mjesnoga meridijana (zemljopisne dužine). Tako je i ekspedicija Jamesa Cooka s pomoću promatranja Venerina prijelaza 1769. precizno odredila položaj Tahitija.

## Povijest ljudskog istraživanja
Venera je najsjajnije nebesko tijelo na nebu iza Sunca i Mjeseca. Iz tog je razloga Venera čovjeku poznata od kada je prvi puta uperio pogled u noćno nebo.
Drevni Babilonci su bili prvi koji su shvatili da su astronomske pojave periodične i koji su primijenili matematiku za njihovo predviđanje. Tablice iz ovog razdoblja dokazuju korištenje matematike na promjene u dužini ravnodnevice tokom Sunčeve godine. Stoljeća promatranja nebeskih pojava su zabilježena u nizovima glinenih tablica s klinastim pismom, poznatih kao Enûma Anu Enlil. Najstariji sačuvani značajni astronomski tekst je tablica 63, Amisadukina Venerina tablica, koja popisuje prve i posljednje vidljive izlaske Venere u razdoblju od oko 21 godine. To je najstariji dokaz da su planetarne pojave prepoznate kao ponavljajuće.
Venera pokazuje Venerine mijene. Godine 1790. ustanovio je Johann Hieronymus Schröter da se trenutak kada sumračnica (terminator) dijeli Venerin krug popola, ne podudara s trenutkom prolaza kroz najveću elongaciju, i to čak za više od dana. Kada je mijena manja od polovice, vidi se većom nego što jest, a kada je veća od polovice, vidi se manjom. 
Venera je prema svojim osnovnim obilježjima Zemljina sestra blizanka po dimenzijama i masi. Zbog toga su ljudi dugo vremena vjerovali da se ta sličnost odnosi i na druge pojave. Zamišljena je kao Zemlja u prapovijesnim danima.
Iako je Suncu bliža od Zemlje, zbog čega prima oko dva puta više njegove energije, njeni sjajni oblaci reflektiraju oko tri četvrtine Sunčevog zračenja natrag u svemir, pa se očekivalo da temperatura na površini Venere nije previše visoka. Pretpostavljalo se da je sastav atmosfere i površinski tlak vjerojatno sličan Zemljinom i da je površina mladi svijet pokriven oceanom u kojem buja prapovijesni život. Sve su se te pretpostavke pokazale potpuno krivima. Dugo vremena Venera je ostala tajnovita zbog gustih oblaka koji je prekrivaju. Sve što se na njoj može opaziti je sjajni, potpuno jednolični oblačni pokrov koji skriva površinu planeta od naših pogleda. Tek su fotografske tehnike snimanja u ultraljubičastom zračenju uspjele pokazati da taj oblačni sloj nije potpuno jednoličan. Prva mjerenja površinske temperature izvedena pomoću velikih radio teleskopa sa Zemlje dala su toliko velike iznose, oko 400 °C, da su znanstvenici pomislili kako se radi o nekom nepoznatom učinku u Venerinoj ionosferi.
| Međuplanetarne sonde | Međuplanetarne sonde | Međuplanetarne sonde | Međuplanetarne sonde |
| -------------------- | -------------------- | -------------------- | -------------------- |
| Godina lansiranja    | Ime sonde            | Država               | Misija uspješna      |
| 1961.                | Sputnjik 7           | SSSR                 | -                    |
| 1961.                | Venera 1             | SSSR                 | -                    |
| 1962.                | Mariner 1            | SAD                  | -                    |
| 1962.                | Sputnjik 23          | SSSR                 | -                    |
| 1962.                | Mariner 2            | SAD                  | Da                   |
| 1967.                | Venera 4             | SSSR                 | Da                   |
| 1967.                | Mariner 5            | SAD                  | Da                   |
| 1969.                | Venera 5             | SSSR                 | -                    |
| 1969.                | Venera 6             | SSSR                 | -                    |
| 1970.                | Venera 7             | SSSR                 | Da                   |
| 1972.                | Venera 8             | SSSR                 | -                    |
| 1973.                | Mariner 10           | SAD                  | -                    |
| 1975.                | Venera 9             | SSSR                 | Da                   |
| 1975.                | Venera 10            | SSSR                 | Da                   |
| 1978.                | Pioneer Venus        | SAD                  | Da                   |
| 1978.                | Venera 11            | SSSR                 | -                    |
| 1978.                | Venera 12            | SSSR                 | -                    |
| 1981.                | Venera 13            | SSSR                 | Da                   |
| 1981.                | Venera 14            | SSSR                 | -                    |
| 1983.                | Venera 15            | SSSR                 | -                    |
| 1983.                | Venera 16            | SSSR                 | -                    |
| 1984.                | Vega 1               | SSSR                 | Da                   |
| 1984.                | Vega 2               | SSSR                 | Da                   |
| 1989.                | Magellan             | SAD                  | Da                   |
| 1990.                | Galileo              | SAD                  | Da                   |
| 1998.                | Cassini              | SAD                  | Da                   |
| 2006.                | Venus Express        | EU                   | Da                   |

Postojanje atmosfere Venere pretpostavio je Mihail Vasiljevič Lomonosov 1761. prilikom njezinog tranzita, kada je trenutak prije vizualnog dodira Venere i Sunca ugledao svijetleći luk. Lomonosov je to svijetljenje rastumačio svjetlošću Sunca raspršenoj u Venerinoj atmosferi.
Teleskopskim motrenjima kroz specijalne optičke filtere nisu se na Veneri mogle otkriti nikakve stalne oznake, iako je o njima bilo izvještavano. Vidljivi su oblačni slojevi koji plove visoko u atmosferi. Temperatura u tim slojevima od 235 do 240 K (od - 38 °C do - 33 °C) uspjela se odrediti 1923., mjerenjem toplinskog zračenja noćne strane. Već prije 1960. izmjereno je kratkovalno radiovalno zračenje (0.3 do 10 cm), koje je ukazivalo na temperature od 300 do 600 K (od + 27 °C do + 327 °C); danas se zna da su to temperature koje zaista vladaju, ali na raznim visinama atmosfere. Godine 1932. snimljen je apsorpcijski molekularni spektar ugljikovog dioksida; Venerin spektar te molekule natječe se i danas s labaratorijskim spektrom. Usprkos tom nalazu, vladalo je uvjerenje da je dušik glavni sastojak atmosfere. 
Nakon neuspjeha i različitih nalaza u prošlim stoljećima polako se raspliće zagonetka Venerine vrtnje. Mjerenja valne duljine apsorpcijskih linija (Dopplerov učinak) ukazuju na vrlo sporu i retrogradnu vrtnju. To je bilo 1960. Radarski dodiri, započeti 1958. pokazuju najprije da je Venerino tlo neravno, a 1961. postaje jasno da se Venera okreće sporije od svih planeta. Radarom je ustanovljena i brzina vrtnje, i veličina čvrstog tijela, i nagib ekvatora prema ravnini staze. 
Pothvati astronautičkog doba imaju od vremena do vremena velike poteškoće. Venera se pokazuje nepristupačnom i odbojnom. Svemirske letjelice koje se na nju upućuju moraju najprije izdržati svemirske uvjete (vakuum i struje energetskih čestica kao što je Sunčev vjetar), da bi se zatim pretvorile u batiskafe.
Na Veneru je u početku upućeno 18 sovjetskih i 5 američkih letjelica. Prva je lansirana Venera 1 (1961.) i ona je kraj planeta prošla 100 000 km daleko. Prvi je uspješno okončan let Marinera 2, koji je kraj Venere prošao 14. prosinca 1962. na najmanjoj udaljenosti od 35 000 km (mjerni instrumenti potvrdili su visoku površinsku temperaturu). Za vrijeme leta ustanovljena je temperatura tla 400 °C, pa je trasiranjem staze letjelice određena jakost gravitacijskog polja i mase Venere. To je bio prvi prolaz umjetnog tijela kraj nekog planeta. Prva svemirska letjelica koja je za cilj imala Veneru je bila ruski Sputnik 7 (1961.), ali je završila neuspjehom, kao i nekoliko misija nakon nje (1961.: Venera 1, 1962.: Mariner 1 i Sputnik 23).
Prva uspješna misija tadašnjeg Sovjetskog Saveza bila je Venera 4 (1967.). Ova je letjelica ispustila u atmosferu sonde s mjernim instrumentima. Ona je 18. listopada 1967., kočena padobranom, u toku 94-minutnog pada na noćnu stranu planeta bilježila temperaturu, tlak i sastav okoline. Kako je mogla izdržati tlak do 2 MPa, prestala je djelovati na visini od 27 km. Prošavši 19. listopada 1967. na samo 4 000 km kraj Venere, Mariner 5 ispitivao je slojeve visoke atmosfere. Serija letjelica Venera sve se bolje prilagođavala uvjetima Venerine prirode. Venera 5 i Venera 6 spuštale su se 1969., Venera 7 spustila se 15. prosinca 1970. na noćnu stranu planeta i tamo djelovala 23 minute, a postala je prva svemirska letjelica koja se meko spustila na drugi planet. Venera 8 djelovala je 22. srpnja 1972. na tlu Venere 50 minuta. Ispitivala je rasvjetu atmosfere i radioaktivnost tla. Sljedeći je pohvat učinjen Marinerom 10, koji je 5. veljače 1974. prošao kraj Venere na udaljenosti 5 800 km i snimao je u ultraljubičastom zračenju. Kao kruna istraživanja Venere javljaju se snimke koje su učinile Venera 9 i Venera 10 u neposrednom dodiru s tlom 23. i 25. listopada 1975. 4. prosinca 1978. u putanju oko Venere stigao je Pioneer - Venus koji je pomoću radara izradio mapu reljefa, isključujući pritom područja oko polova. Jednostavni pokusi koje su sonde napravile pokazali su da su stijene na Veneri vrlo slične onima na Zemlji, da je površinska temperatura 455 °C, a atmosferski tlak odgovara onom koji na Zemlji vlada u morima na dubini od 900 m. Slike su pokazale da i na Veneri postoje erozijski proces. Voda, koja je glavni krivac za eroziju na Zemlji, na Veneri praktički ne postoji, pogotovo ne u tekućem stanju, pa se erozija objašnjava eolskim procesom vrlo guste atmosfere u stanju superkritičnog fluida. 
Letjelice Venera 15 i Venera 16 su 1983. do 1985. izradile mapu upravo područja oko sjevernog pola, s vodoravnim razlučivanjem od 1 do 2 km, a okomitim od 50 m. Posljednja ispitivanja izvedena su pomoću letjelica Vega 1 i Vega 2, 1985. (nazivi ovih letjelica jesu kovanice Venera - Galej; Galej je na ruskom Halley, jer su letjelice nosile mjerne instrumente koji su ispitivali Veneru, a zatim se uputile ususret Halleyjevu kometu). 
Američka misija Pioneer Venus sastojala se od dvije komponente, orbitera i multisonde, koje su lansirane odvojeno u svibnju i kolovozu 1978. godine. Misija orbitera je, među ostalim, imala za cilj i radarsko snimanje reljefa, a trajala sve do kolovoza 1992. Multisonda je na Veneru izbacila 4 atmosferske sonde. Njihov pad kroz atmosferu trajao je oko jedan sat, ali su u tom kratkom vremenu sakupljeni mnogi dragocjeni podaci. Jedna od sondi je čak preživjela pad do površine odakle je slala podatke još jedan sat prije nego što se pregrijala i prestala raditi. Od četiri sonde, dvije su ušle u atmosferu na noćnoj strani i otkrile da na visini od oko 11 km nebo svijetli crvenkastim sjajem koji potječe od munja koje bljeskaju učestalošću i do 25 puta u sekundi. Mehanizam njihovog nastanka još nije do kraja objašnjen. Njihovi odbljesci mogli bi biti tajanstveno pepeljasto svjetlo koje je više puta opaženo teleskopima sa Zemlje na noćnoj Venerinoj strani.
Prve fotografije Venerine površine u boji snimio je lander Venera 13. Sovjetske letjelice Vega 1 i Vega 2 ispustile su 1984. godine u Venerinu atmosferu landere i atmosferske balone, te produžili u susret Halleyjevom kometu. Američka letjelica Galileo je također, na svom putu prema Jupiteru, posjetila Veneru. Američka misija Magellan (1989. – 1994.) imala je za primarni cilj mapiranje Venerine površine uz pomoć radara. Mapirano je 99% površine uz 300 m/piksel rezoluciju.
U travnju 2006. godine u orbitu oko Venere ušla je ESA-ina međuplanetarna sonda Venus Express, a deorbitirala je u siječnju 2015.
U orbiti je trenutno JAXA-ina sonda Akatsuki lansirana u svibnju 2010. godine.

## Hrvatski običaji
Venera u Hrvatskoj ima tri pučka naziva: Danica, Zornica i Večernica. Danica predstavlja Veneru kao opće nebesko tijelo, dok druga dva naziva izmjenjuje ovisno o dobu dana. Ujutro ju se tako naziva Zornicom, a uvečer Večernicom. Te se dvije pojave Venere katkad sagledavaju kao različita nebeska tijela.
Danica se kao takva u nekim predajama slavenske mitologije poistovjećuje s božicom Zorom.

## Vanjske poveznice
- Astronomska sekcija Fizikalnog društva Split - Venera  Arhivirana inačica izvorne stranice od 5. travnja 2005. (Wayback Machine)

### Ostali projekti
|  | Zajednički poslužitelj ima stranicu o temi Venera |